# Eugenie Schwarzwald
Eugenie Schwarzwald (leánykori neve: Nussbaum) (Csernyivci terület, Polupanovka, 1872. július 4. – Zürich,  1940. augusztus 7.) osztrák pedagógus, író és közszereplő, a nők jogainak támogatója, az osztrák nőnevelés megalapítója. „Genia” Schwarzwald az első osztrák, doktorátussal rendelkező, tudós nő.

## Élete

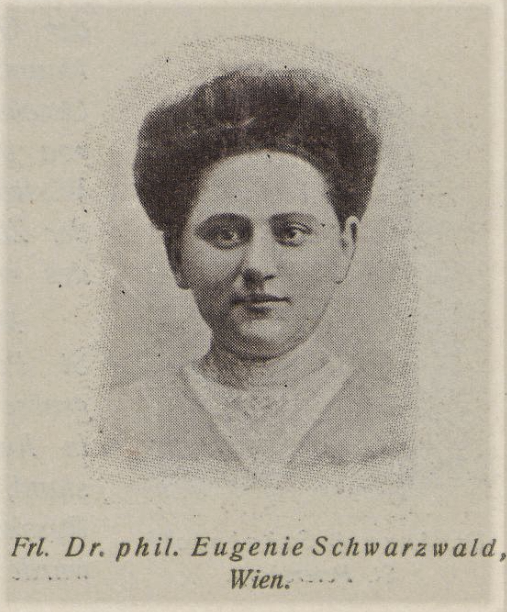
1904-ben

1872. július 4-én született egy zsidó családban, Polupanovka faluban, Galíciában, az akkori Osztrák–Magyar Monarchiában. Gimnáziumba Csernovicban járt, majd az egyetemi tanulmányait 1895 és 1900 között Zürichben végezte. A tanulmányai befejezése után, 1910-től egy bécsi leánygimnáziumban tanított, amely 1911-től engedélyezte a lányok számára az  érettségi vizsgát. 1900. december 16-án hozzáment Herman Schwarzwaldhoz. Iskolai tevékenysége mellett a férjével lakásukat kedvelt irodalmi és művészeti találkozóhellyé tették.
Az első világháború alatt nyilvános konyhákat, menhelyeket és otthonokat szervezett. Ekkor hozta létre a szegény bécsi gyerekek számára az első nyári táborokat. 1933 után a hitleri Németországból elűzötteket támogatta. Az Anschluss idején dániai látogatáson lévő férjével együtt Svájcba menekültek. Nem sokkal később Herman Schwarzwald 1939-ben meghalt. Eugenie 1940. augusztus 7-én halt meg Zürichben.
2011-ben a bécsi Donaustadt kerület egyik utcáját róla nevezték el.

## Művei
- Gottfried Keller in der Schule (1911) Gottfried Keller az iskolában
- Selma Lagerlöf in der Schule (1912) Selma Lagerlöf az iskolában
- Zehn Jahre Schule (1912) A tízéves iskola
- Die Semmeringschule (1913) A Semmering Iskola
- Die Heimkehr des verlorenen Buches (Berlin, 1934) Az elveszett könyv visszatérése
- Die Ochsen von Topolschitz (1995) A topolschitzi ökrök. Cikkek
- Das Vermächtnis der Eugenie. Gesammelte Feuilletons von Eugenie Schwarzwald 1908–1938 (Bécs, 2017) Eugenie öröksége. Összegyűjtött művek: 1908–1938

## Fordítás
- Ez a szócikk részben vagy egészben  az   Eugenie Schwarzwald című német Wikipédia-szócikk ezen változatának fordításán alapul.  Az eredeti cikk szerkesztőit annak laptörténete sorolja fel. Ez a jelzés csupán a megfogalmazás eredetét és a szerzői jogokat jelzi, nem szolgál a cikkben szereplő információk forrásmegjelöléseként.